# FAMAE SAF
El FAMAE SAF (Subametralladora Famae) es un subfusil producido desde 1991 por la FAMAE (Fábricas y Maestranzas del Ejército de Chile), la fábrica estatal chilena de armas ligeras. Está en servicio con el Ejército de Chile, Gendarmería de Chile y la Policía de Investigaciones de Chile (PDI), además de ser exportado a otros países. El diseño S.A.F. está basado en el fusil de asalto SIG SG 540, diseñado en Suiza y fabricado en Chile por FAMAE bajo licencia de SIG.
La Guardia Nacional Republicana portuguesa (GNR - Guarda Nacional Republicana) y la Guardia de Prisión (Guarda Prisional) emplean el FAMAE SAF. Se piensa que la GNR tiene unos 4500 subfusiles, reemplazando a los viejos modelos y parcialmente al fusil de asalto HK G3 en las actividades para mantener el orden público.

## Diseño
El SAF es un subfusil automático accionado por retroceso de masas, que dispara a cerrojo cerrado. Está basado en el fusil de asalto suizo SIG SG 540, que fue producido bajo licencia en Chile durante la década de 1980. En general, su diseño es una versión acortada del fusil SIG 540 a la cual se le ha reemplazado su cerrojo rotativo por uno accionado por retroceso. Este subfusil también tiene un retén que deja abierto el cerrojo tras disparar el último cartucho. Por otra parte, el cajón de mecanismos, la culata, el guardamano, el sistema de gatillo/martillo y el percutor flotante están basados en los del SIG 540. Las secciones superior e inferior del cajón de mecanismos están hechas de acero, al igual que el guardamonte. El pistolete y el guardamano están hechos de polímero. El seguro/selector ambidiestro, al igual que la intercambiabilidad con el guardamanos del SIG 552/553, son características disponibles solamente en las últimas versiones. Las versiones anteriores tienen sus propios guardamanos.
Los cargadores para cartuchos de 9 mm son de plástico transparente, que permite determinar con rapidez la cantidad de cartuchos disponibles. El cargador tiene resaltes en un lado y ranuras en el otro, lo que permite unir dos o tres cargadores para agilizar el cambio de cargadores y la recarga. Los cargadores para cartuchos.40 S&W son de acero y tienen una capacidad de 30 cartuchos.
El selector tiene 4 posiciones: seguro, semiautomático, ráfaga corta (2 disparos) y automático. Algunos modelos se fabricaron como subfusiles semiautomáticos.
Esta arma aparece en los videojuegos Hitman Blood Money, Hotline Miami 2: Wrong Number, Max Payne 3 y Call of Duty: Black Ops 6 (llamado "Kompakt 92"), así como en el juego para móviles Girls' Frontline.

## Variantes
El SAF es fabricado en cuatro versiones: el modelo estándar con culata de polímero fija, estándar con culata tubular metálica plegable, un modelo con silenciador integrado y culata plegable, y el Mini-SAF. El Mini-SAF es muy compacto, apenas midiendo 30,48 cm (12 pulgadas). Tiene un cañón más corto, no tiene culata (aunque se le puede montar la culata tubular metálica plegable del SAF estándar) y una empuñadura delantera. El Mini-SAF puede emplear los cargadores estándar de 30 cartuchos, pero tiene cargadores especiales de 20 cartuchos para hacerlo más compacto. Todas las versiones tienen puntos de mira ajustables en vertical, con alzas dióptricas ajustables en horizontal.

#### FAMAE SAF-200 — Edición Bicentenaria
La FAMAE SAF-200 Edición Bicentenaria es una variante modernizada del subfusil SAF desarrollada por la Fábricas y Maestranzas del Ejército de Chile (FAMAE) con motivo de la conmemoración del Bicentenario de Chile. 
Esta versión incorpora una culata retráctil y plegable, un guardamanos rediseñado y rieles Picatinny para la instalación de ópticas y accesorios laterales.
En otros modelos de la familia SAF, los rieles se ofrecen como equipamiento opcional, mientras que en el SAF-200 forman parte del equipamiento estándar.

#### FAMAE SAF-300
La variante SAF-300 es una versión modernizada de la subametralladora SAF, desarrollada por la empresa chilena FAMAE como parte de un proyecto de actualización de su línea de armas ligeras. Esta versión incorpora mejoras en ergonomía, precisión y compatibilidad con accesorios tácticos modernos, la SAF-300 toma muchos elementos visuales del SIG MPX, especialmente en la zona del guardamanos.
Entre las principales características se incluyen:
Guardamanos rediseñado con rieles Picatinny en configuración de 360°, permitiendo el montaje de accesorios en los lados, parte superior e inferior.
Compatibilidad con sistemas ópticos, linternas tácticas, punteros láser y otros dispositivos modulares.
Culata plegable y extensible con cantonera amortiguada.
Mejoras en los materiales, recubrimientos anticorrosivos y tolerancia a condiciones climáticas extremas.
Esta versión ha sido sometida a pruebas por unidades del Ejército de Chile y otras fuerzas armadas e institucionales dentro del país, como parte de su evaluación para uso operativo.

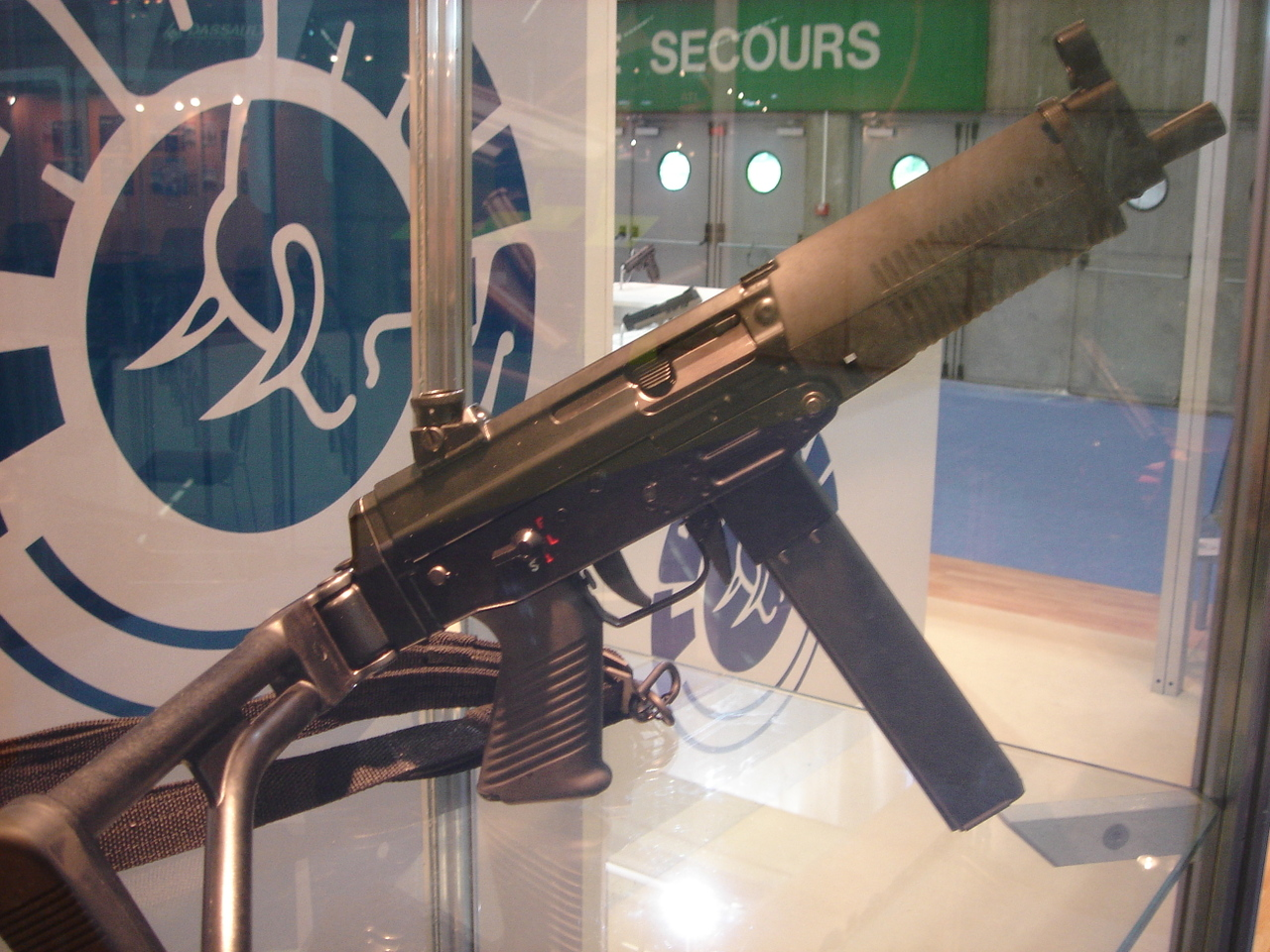
FAMAE SAF - 1993

## Taurus MT-9
Durante la década de 1990 Forjas Taurus S.A sustituyó en producción a su metralleta MT-12A (copia con licencia de la Beretta M12) con otro diseño exterior, esta vez comprado en Chile. Originalmente conocido como el FAMAE SAF, en Brasil se hace en una forma ligeramente modificada como el Taurus MT-9 (en 9mm Luger) y MT-40 (en .40 SW, especialmente para las fuerzas policiales brasileñas que favorecen este calibre). En este caso, el índice de MT corresponde a Metralhadora Taurus y los dígitos indican un calibre. Taurus también tiene otra variantes como la MT-40 de calibre .40 S&W y la carabina semiautomática CT-40 , que también está destinado para uso policial y de seguridad, pero se limita a los tiros semiautomáticos y tiene un cañón un poco más largo.

## Operadores
- Chile: Empleado por las Fuerzas Armadas de Chile, Policía de Investigaciones de Chile, y Gendarmería de Chile.[2][3]
- Canadá: Mercado civil semiautomático (importaciones comerciales).
- Estados Unidos: Mercado civil semiautomático (importaciones comerciales).
- Suiza: Reimportaciones y mercado civil.
- República Dominicana: Taurus MT-9 Utilizado por la Policía Nacional de la República Dominicana.
- Brasil: Policía Rodoviaria Federal y la Policía Militar del Estado de São Paulo.
- Ecuador:Utilizados por unidades de operaciones especiales.
- Namibia: Fuerzas Especiales de Namibia y Cuerpo de Marines de Namibia.
- Croacia: En noviembre de 1991, un cargamento de armas etiquetado como “ayuda humanitaria” fue interceptado en Hungría. Provenía de FAMAE y tenía como destino final Croacia, un país en guerra bajo embargo de la ONU.[4]
- Haití: El gobierno de Chile dono armas y pertrechos al Ejercito de Haití. bajo la Intervención militar en Haití de 2004 y después por  Misión de Estabilización de las Naciones Unidas en Haití.
- Bolivia: Donados a la Policía Nacional de Bolivia.
- Argentina: Policías provinciales de Argentina, Servicio Penitenciario Federal.
- Islandia: Guardia Costera de Islandia.
- Panamá: Servicio Nacional Aeronaval.
- Portugal: GNR y guardias de prisión.
- Grecia:Empleada por la Policía de Grecia.[5]
- Nicaragua
- Noruega
- México
- El Salvador